# Monika Borzym
Monika Borzym (ur. 3 marca 1990) – polska piosenkarka jazzowo-soulowa i dziennikarka radiowa.

## Wykształcenie
Ukończyła z wyróżnieniem naukę w szkole muzycznej pierwszego stopnia Brillante w Warszawie, w klasie fortepianu. W 2003 uczyła się w warszawskim Zespole Państwowych Szkół Muzycznych im. Fryderyka Chopina, w klasie fortepianu u pedagoga Emiliana Madeya. 
Od sierpnia 2005 do czerwca 2006 przebywała w Stanach Zjednoczonych, gdzie kontynuowała edukację ogólną oraz śpiewała w szkolnym chórze i zespole w John Hersey High School. We wrześniu zaczęła naukę na wydziale piosenki i naukę wokalistyki jazzowej w Zespole Państwowych Szkół Muzycznych im. Fryderyka Chopina w Warszawie.

## Kariera muzyczna
Wraz z Zespołem Państwowych Szkół Muzycznych im. Fryderyka Chopina wystąpiła na festiwalu New Trire, podczas którego otrzymała wyróżnienie w kategorii Outstanding Solist. Technikę improwizacji i harmonii jazzowej zaczęła poznawać w Chicago od wokalistki Gail Bisesi
.
W 2007 zajęła drugie miejsce na Międzynarodowym Festiwalu Wokalistów Jazzowych. Wystąpiła na benefisach kilku aktorów i na gali Festiwalu Muzyki Filmowej w Łodzi. W 2008 otrzymała stypendium w University of Miami Frost School of Music. Jej nauczycielami byli muzycy jazzowi, m.in.: Lisanne Lyons, Dante Luciani, Chuck Bergeron, Larry Lapin, Greg Gisbert.

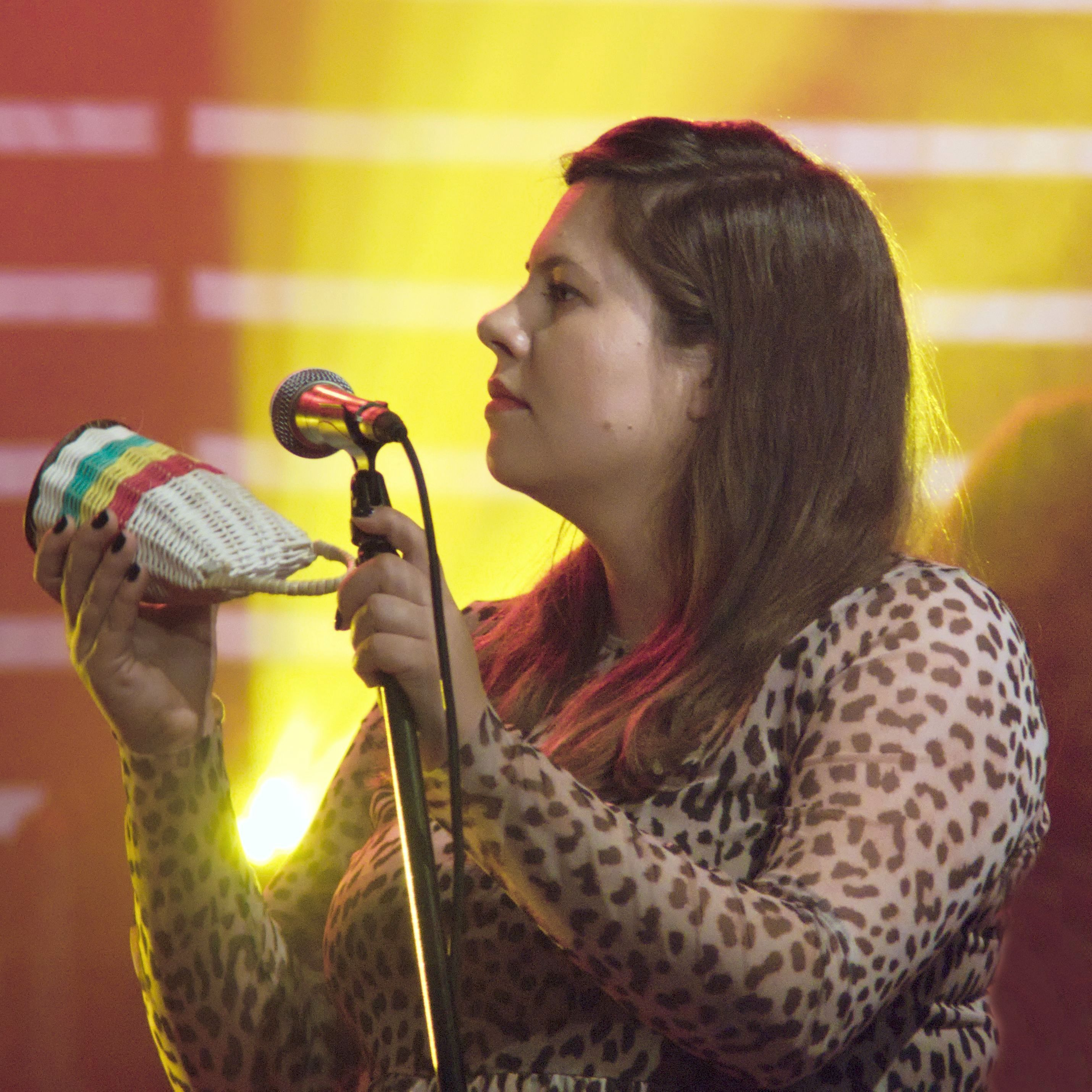
Monika Borzym podczas koncertu Voo Voo (2019)

Podczas Jazz Jamboree w 2009 była jedynym polskim wykonawcą i jedyną kobietą zaproszoną przez Michała Urbaniaka do występu podczas koncertu w Sali Kongresowej. W maju 2010 podpisała kontrakt płytowy z wytwórnią Sony Music Entertainment Poland. W październiku 2011 wydała debiutancki album studyjny, zatytułowany Girl Talk, który zrealizowała we współpracy z producentem muzycznym Matta Piersona. W 2013 wydała drugi album pt. My Place.

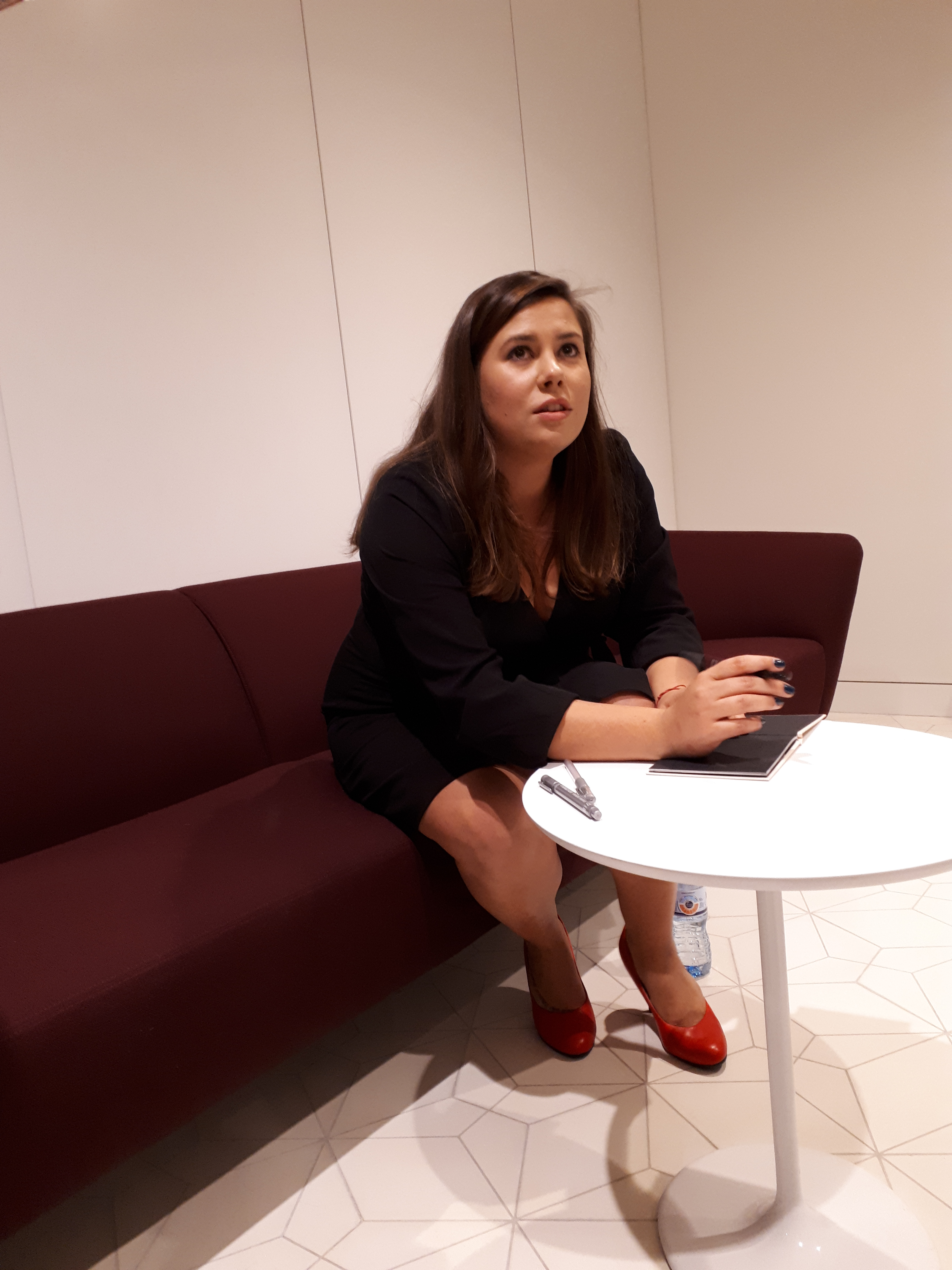
Borzym po koncercie Jestem przestrzeń w Filharmonii im. Mieczysława Karłowicza w Szczecinie (2018)

28 października 2016 wydała trzeci album studyjny pt. Back to the Garden, na którym znalazły się jej interpretacje utworów z repertuaru Joni Mitchell. W lipcu 2017 zaprezentowała album pt. Jestem przestrzeń, na którym umieściła utwory z wierszami Anny Świrszczyńskiej.
W 2020 wydała album pt. Monika Borzym śpiewa stare piosenki, na którym umieściła m.in. covery utworów tworzonych w dwudziestoleciu międzywojennym oraz premierową piosenkę „Takie ciało” będącą pochwałą dla idei ciałopozytywności. Utwór stworzyła z Arturem Andrusem, z którym nagrała także utwory: „Ty tu, ja tam tango” (zainspirowany pandemią COVID-19) i „Zupa nic” (umieszczony na ścieżce dźwiękowej filmu Kingi Dębskiej o tym samym tytule z 2021).
W 2021 z Kubą Badachem, Wojciechem Waglewskim i Zbigniewem Zamachowskim wzięła udział w nagraniu piosenki „Spotkajmy się w Nowym Świecie przy »Tangu Nowy Świat«”, który powstał z okazji pierwszej rocznicy działalności Radia Nowy Świat.

## Radio[7]
Od 30 lipca 2021 do 27 kwietnia 2024 prowadziła cotygodniową audycję muzyczną pt. Muzyczny gabinet terapeutyczny w Radiu Nowy Świat. W latach 2024-2025 prowadziła audycję Przyjemność po mojej stronie w radiowej Trójce.

## Działalność pozamuzyczna
Uczestniczyła w programach rozrywkowych: SuperSTARcie (2014) i Twoja twarz brzmi znajomo (2017).
W 2019 wzięła udział w rozbieranej sesji zdjęciowej na potrzeby majowego wydania magazynu „Playboy”.

## Życie prywatne
21 maja 2010 poślubiła Makarego Janowskiego, z którym rozwiodła się po pięciu latach małżeństwa. Z nieformalnego związku z Michałem Bryndalem ma syna. 

## Dyskografia
Albumy solowe
| Girl Talk                               | - Data: 3 października 2011 - Wydawca: Sony Music       | 9  | - POL: platynowa płyta |
| My Place                                | - Data: 15 października 2013 - Wydawca: Sony Music      | 18 | - POL: złota płyta     |
| Back to the Garden                      | - Data: 28 października 2016 - Wydawca: Sony Music      | –  |                        |
| Jestem przestrzeń                       | - Data: 28 lipca 2017 - Wydawca: Agora                  | 11 |                        |
| Radio-hedonistycznie. Live At Wytwórnia | - Data: 16 listopada 2018 - Wydawca: Mystic Production  |    |                        |
| Monika Borzym śpiewa stare piosenki     | - Data: 25 sierpnia 2020 - Wydawca: Borzym Music Polska |    |                        |
| Kołysanki dla dorosłych                 | - Data: 14 lutego 2024 - Wydawca: Borzym Music Polska   |    |                        |
| „–” oznacza, że album nie był notowany. |                                                         |    |                        |

Notowane utwory
| Tytuł                                           | Rok  | Pozycja na liście | Album                                   |
| Tytuł                                           | Rok  | RDC               | Album                                   |
| ----------------------------------------------- | ---- | ----------------- | --------------------------------------- |
| „Fortuna kołem się toczy” (oraz Jerzy Wasowski) | 2013 | 14                | Wasowski Odnaleziony. Ktoś zbudził mnie |

Inne
| Album                                                    | Rok  | Utwór | Źródło |
| -------------------------------------------------------- | ---- | --- | ------ |
| Ten Typ Mes – Zamach na przeciętność                     | 2009 | „Nie ten sam ziom” (gościnnie: Numer Raz, Łona, Monika Borzym) „Na później (Skit)” (gościnnie: Monika Borzym) | [ 26 ] |
| Ten Typ Mes – Ten Typ Mes i Lepsze Żbiki                 | 2013 | „Dzień zemsty” (gościnnie: Mada, Monika Borzym) „Esta Loca” (gościnnie: Wdowa, LJ Karwel, Monika Borzym) „Mieć czas” (gościnnie: Kuba Knap, Ciech, Monika Borzym) „Dzień zgody (Niedziela)” (gościnnie: Kuba Knap, Monika Borzym) | [ 27 ] |
| Jerzy Wasowski – Wasowski odnaleziony: Ktoś zbudził mnie | 2013 | „Fortuna kołem się toczy” (gościnnie: Monika Borzym) | [ 28 ] |
| Panny wyklęte: wygnane vol. 2 (kompilacja)               | 2015 | Monika Borzym, MRR – „Nie zabije mnie nic” | [ 29 ] |